# Pão de queijo
O pão de queijo é uma iguaria oriunda de Minas Gerais, muito difundida em todo o Brasil. Embora não haja registro de local e época exata de sua criação, há consenso de que tenha se originado em Minas Gerais em meados do Século XVIII.
Em meados de 2023, foi eleito uma das melhores comidas do mundo por um site estrangeiro de gastronomia, ficando em terceiro na categoria café da manhã.

## História
O pão de queijo, assim denominado, surgiu em Minas Gerais por volta do ano de 1750. Nesta época a agropecuária do estado começou a se especializar na produção de leite e de seus derivados. Por sua distância geográfica da costa, o estado de Minas Gerais consumia pouca farinha, que era importada, mas tinha ampla produção de mandioca, raiz nativa do continente e matéria-prima do polvilho.  Os primeiros pães de queijo eram obtidos misturando-se aparas endurecidas (ou a "grosa") das rodelas de queijo com o polvilho. Ovos e leite, itens também abundantes na região, foram posteriormente acrescentados para incrementar textura e sabor.

## Ingredientes principais
Apesar de ser denominado como "pão", o pão de queijo consiste basicamente em um tipo de biscoito de polvilho azedo ou doce acrescido de ovos, sal, óleo vegetal e queijo, de consistência macia e elástica, existindo pequenas variações.
Há várias receitas diferentes, onde os ingredientes e o tipo do queijo variam muito - bem como o resultado final. Algumas usam polvilho doce, outras o azedo, ou mesmo ambos. Mas o que dá a sua principal característica é o fato de ser feito à base de polvilho de mandioca e algum tipo de queijo.

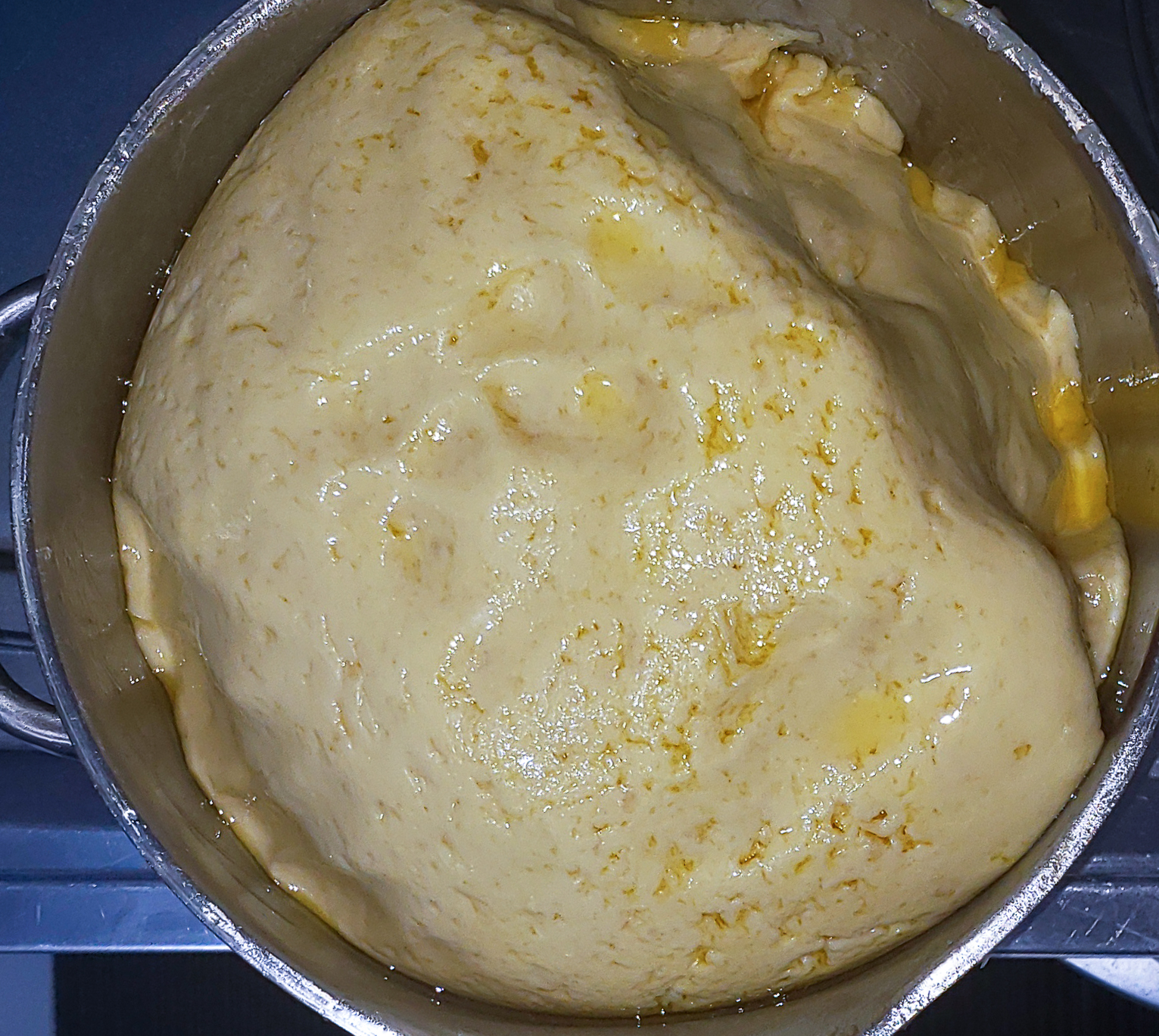
Massa para pão de queijo antes de ir ao forno

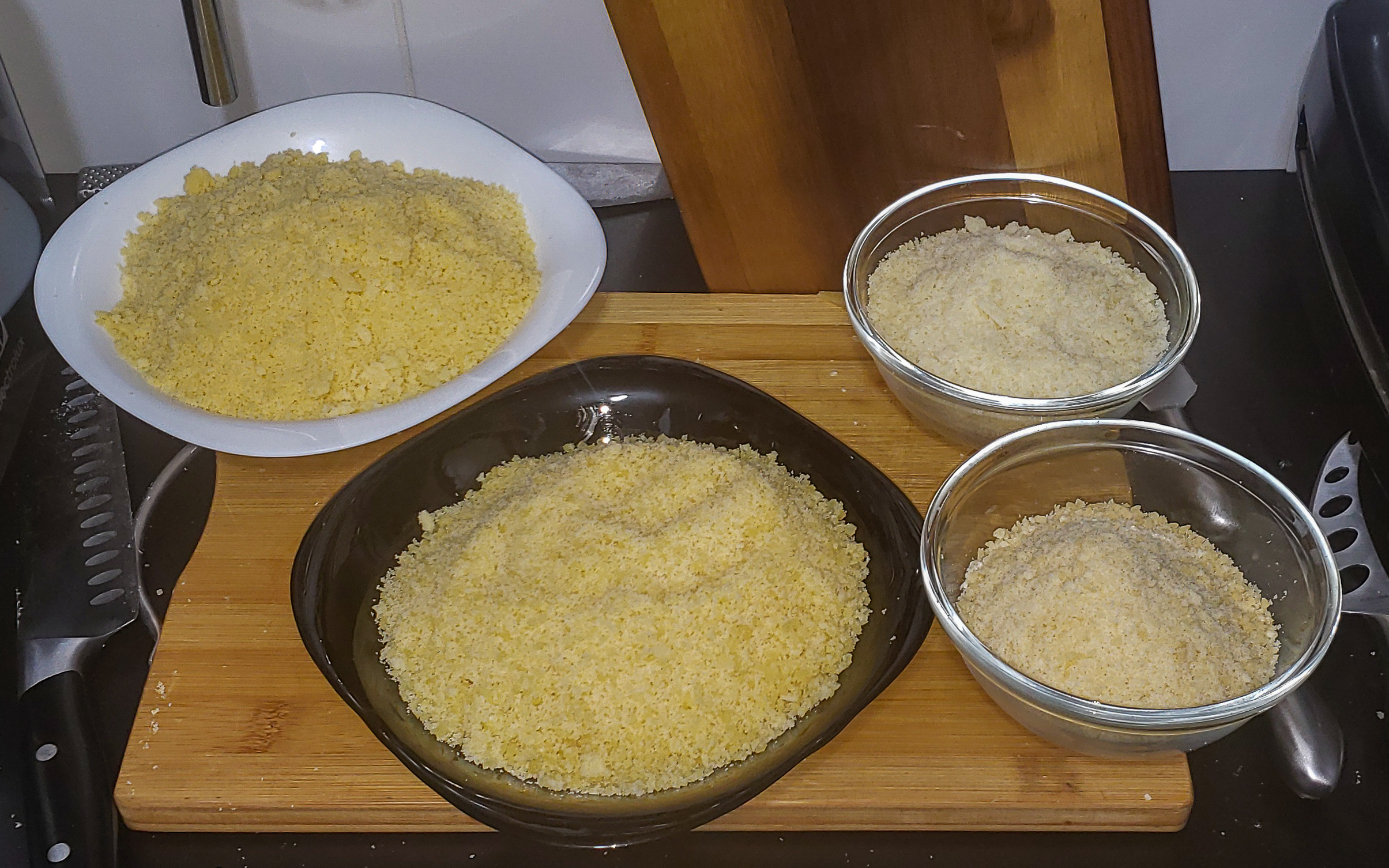
Queijo ralado para pão de queijo

A gordura - banha de porco, óleo vegetal, manteiga ou margarina - funciona como um lubrificante molecular, contribuindo para a textura elástica da massa.
O ovo contribui com a cor e seu sabor.
O tipo de queijo varia de acordo com a preferência ou disponibilidade, dando prioridade aos de sabor mais forte, como os curados. Os mais utilizados são o canastra, a mussarela, o parmesão e o minas frescal. O queijo dá o sabor típico do pão de queijo, daí seu nome.
Existe também o pão de queijo escaldado, técnica de preparo que exige utilizar água fervente, às vezes misturada com óleo vegetal no polvilho. O pão de queijo escaldado tem um sabor mais próximo do natural, já que no processo de escaldamento a massa fica pré cozida.
Algumas receitas usam batata.

## Em outros países
O Paraguai, o Uruguai e a Argentina possuem uma iguaria que lembra a receita mineira, conhecida como "chipa".  Embora a Chipa e o Pão de Queijo compartilhem alguns ingredientes em comum,  diferenças nos ingredientes, preparo e textura resultam em sabores distintos para cada um desses quitutes. Enquanto a Chipa apresenta uma textura densa, com uma crosta crocante e um sabor levemente salgado, o Pão de Queijo é conhecido por sua textura elástica e macia, com um sabor suave destacando o queijo utilizado. Na Colômbia, um produto muito similar ao pão de queijo, exceto pelo formato mais tradicional (achatado), é o "pandebono". Assim como o pão de queijo, o pandebono possui textura esponjosa, de baixa densidade, e que endurece em pouco tempo, características que se atribuem ao polvilho azedo, conhecido no país como almidón de yuca fermentado e que é obtido em um processo idêntico ao empregado no Brasil. No Equador, existe o "pandeyuca", que se assemelha ao pão de queijo brasileiro, na textura, formato e sabor. Já na Bolívia se consome o cuñapé.